# Time Travelers & Bonfires
Time Travelers & Bonfires es el décimo álbum de estudio de la banda de metal alternativo estadounidense Sevendust. Incluye varias canciones lanzadas anteriormente y regrabadas como versiones acústicas, así como seis nuevas pistas acústicas. Aunque la banda lanzó su aclamado Southside Double-Wide: Acoustic Live en 2004. Time Travellers & Bonfires es su primer álbum de estudio acústico.
El álbum vendió alrededor de 15,000 copias en los Estados Unidos en su primera semana de lanzamiento para debutar en la posición No. 19 en la lista Billboard 200.

## Antecedentes y producción
El 22 de noviembre de 2013, Sevendust se asoció con PledgeMusic para una campaña directa a los fanáticos para ayudar a financiar la creación de 'Viajeros en el tiempo y fogatas' y estaba programada para durar 130 días. Se dice que alcanzaron su objetivo en el transcurso del primer fin de semana. Por lo tanto, la banda volvió a reunirse en Architekt Studios en Butler, Nueva Jersey, donde grabaron su noveno álbum de estudio, para trabajar en seis canciones nuevas que habían sido escritas y grabadas para el álbum acústico y regrabaron algunas de sus canciones publicadas anteriormente. Los cortes seleccionados por los fanes de su catálogo incluyeron "Black", "Gone", "Denial", "Karma", "Trust" y "Crucified" en los sonidos de la acústica.
El cantante principal Lajon Witherspoon declaró que la banda decidió hacer un álbum de estudio acústico después de la fuerte reacción positiva que Southside Double-Wide recibió de su base de fanes. También Morgan Rose explicó que la banda pensó en utilizar PledgeMusic por sugerencia de su gerente de banda, y lo siguió porque permitía una comunicación cercana y comentarios de la base de fanes.
Time Travellers & Bonfires es la continuación del noveno álbum de estudio de Sevendust, Black Out the Sun que debutó en el puesto #1 en la lista de "Top Hard Music Albums" de Billboard.

## Lista de canciones
| N.º | Título                             | Duración |  |
| 1.  | «Come Down»                        | 4:04     |  |
| 2.  | «Under It All»                     | 3:59     |  |
| 3.  | «The Wait»                         | 4:23     |  |
| 4.  | «Upbeat Sugar»                     | 3:52     |  |
| 5.  | «One Life»                         | 4:25     |  |
| 6.  | «Bonfire»                          | 3:56     |  |
| 7.  | «Gone» (de Seasons, 2003)          | 3:35     |  |
| 8.  | «Denial» (de Home, 1999)           | 4:12     |  |
| 9.  | «Trust» (de Animosity, 2001)       | 5:06     |  |
| 10. | «Crucified» (de Animosity, 2001)   | 4:43     |  |
| 11. | «Karma» (de Cold Day Memory, 2010) | 3:41     |  |
| 12. | «Black» (de Sevendust, 1997)       | 4:32     |  |

## Personal
- Lajon Witherspoon - voz
- John Connolly - Guitarra acústica, coros
- Clint Lowery - guitarra acústica, coros
- Vinnie Hornsby - bajo
- Morgan Rose - batería, coros